# Metastelma cubense
Metastelma cubense är en oleanderväxtart som beskrevs av Joseph Decaisne. Metastelma cubense ingår i släktet Metastelma och familjen oleanderväxter. Inga underarter finns listade i Catalogue of Life.